# Louis de Broglie
Louis-Victor-Pierre-Raymond, đời thứ 7 trong dòng họ Duc De Broglie, (/dəˈbrɔɪ/; [dəbʁœj] ⓘ; 15, Tháng 8, 1892 – 19, Tháng 3, 1987)là một nhà Vật lý người Pháp có những đóng góp đột phá trong lĩnh vực cơ học lượng tử, trong luận án tiến sĩ năm 1924 của mình, ông đưa ra nhận định về bản chất sóng của electron và cho rằng mọi vật chất đều có tính chất sóng. Khái niệm này được gọi là lưỡng tính sóng hạt hoặc giả thuyết De Broglie. Ông đã giành giải Nobel Vật lý vào năm 1929.Tính chất sóng của các hạt được phát hiện bởi de Broglie được sử dụng bởi Erwin Schrödinger trong việc xây dựng của ông về cơ học sóng. Louis de Broglie là thành viên thứ mười sáu được bầu vào vị trí thứ nhất của Académie française trong năm 1944, và phục vụ dưới vai trò thư ký của Viện Hàn lâm Khoa học Pháp.

## Tiểu sử
Louis de Broglie đã được sinh ra trong một gia đình quý tộc ở Dieppe, Seine-Maritime, con trai út của Victor, duc de Broglie đời thứ 5. Ông trở thành duc de Broglie đời thứ 7 sau cái chết mà không có người thừa kế vào năm 1960 của anh trai mình, Maurice, duc de Broglie đời thứ 6, cũng là một nhà vật lý. Ông không kết hôn. Khi ông qua đời ở Louveciennes, ông đã được truy tặng danh hiệu công tước từ người họ hàng xa, Victor-François, duc de Broglie đời thứ 8.
De Broglie và các đồng nghiệp của ông có định hướng ban đầu làm việc trong lĩnh vực Nhân chủng học, và nhận được tấm bằng đầu tiên về Lịch sử. Mặc dù vậy, ông chuyển sang lĩnh vực toán học và vật lý sau đó nhận được tấm bằng tiếp theo về vật lý. Với sự bùng nổ của Chiến tranh thế giới thứ nhất vào năm 1914, ông được quân đội mời về nghiên cứu trong lĩnh vực vô tuyến truyền thanh.
Trong luận án tiến sĩ năm 1924 của mình, dựa trên thành tựu của Max Planck và Albert Einstein về ánh sáng, ông đưa ra lý thuyết sóng vô tuyến, bao gồm cả tính chất lưỡng tính sóng hạt của vật chất. Nhưng bởi ban giám khảo không chắc về những tài liệu và nguồn của ông sử dụng nên đã gửi luận án này cho Einstein để đánh giá thêm, de Broglie đã được trao bằng tiến sĩ. Nghiên cứu này lên đến đỉnh điểm trong giả thuyết de Broglie nói rằng bất kỳ hạt hoặc đối tượng chuyển động đều có một bước sóng liên quan. De Broglie đã tạo ra một lĩnh vực mới trong vật lý về sự tương quan sóng hạt. Vì điều này, ông đã đoạt giải Nobel Vật lý năm 1929.
Trong sự nghiệp sau này của ông, de Broglie làm việc để có một sự lý giải sâu xa hơn trong cơ học sóng, nó đã được tiếp tục phát triển bởi David Bohm trong những năm 1950. Kể từ khi đó, nó được biết đến là lý thuyết De Broglie-Bohm.
Ngoài công việc nghiên cứu khoa học, de Broglie còn nghiên cứu và có nhiều bài viết về triết học, bao gồm cả giá trị của khám phá trong khoa học hiện đại.
De Broglie đã trở thành một thành viên của Académie des sciences vào năm 1933, và là thư ký của học viện từ 1942. Ông được yêu cầu tham gia Le Conseil de l'Union des Catholique Scientifiques Francais. Tuy nhiên, ông từ chối, do ông không theo tôn giáo.
Ngày 12 tháng 10 năm 1944, ông được bầu vào Académie française, thay thế nhà toán học Émile Picard. Vì có quá nhiều sự hi sinh của các thành viên của Viện hàn lâm trong quá trình nghề nghiệp và chiến tranh, Académie đã không thể đáp ứng được đủ số lượng đại biểu quy định (hai mươi thành viên) cho cuộc bầu cử của ông; tuy nhiên do hoàn cảnh đặc biệt, ông được chấp thuận với số phiếu của 17 đại biểu. Trong một sự kiện đặc biệt của lịch sử Académie, ông đã được nhận làm thành viên do anh trai của mình Maurice (được bầu vào năm 1934). UNESCO trao tặng ông giải thưởng Kalinga đầu tiên vào năm 1952 cho việc phổ biến kiến thức khoa học, và ông đã được bầu một làm thành viên nước ngoài của Hội Hoàng gia vào ngày 23 tháng tư 1953.
Năm 1961 ông nhận danh hiệu Hiệp sĩ do Hội Chữ thập Grand ban tặng. De Broglie đã được công nhận là cố vấn cho Hội đồng cấp cao của Pháp Năng lượng Nguyên tử vào năm 1945 vì những nỗ lực của mình để mang ngành công nghiệp và khoa học lại gần nhau hơn. Ông thành lập một trung tâm cơ khí áp dụng tại Viện Henri Poincaré, nơi nghiên cứu quang học, điều khiển học, và năng lượng nguyên tử. Ông là một trong những thành viên đầu tiên góp phần cho sự hình thành của học viện International Academy of Quantum Molecular Science.

## Những lý thuyết quan trọng

### Lưỡng tính sóng-hạt
Cụ thể, nếu một vật chất chuyển động giống như một hạt với động lượng p thì sự di chuyển của nó cũng giống như sự lan truyền của một sóng với bước sóng λ là:
λ = h/p
với:
- h là hằng số Planck

Công thức nêu trên là công thức de Broglie, được đề xuất bởi nhà vật lý người Pháp Louis de Broglie vào năm 1924, mở rộng ý tưởng trước đó của Albert Einstein về sự tồn tại của các quang tử, và là thành quả nhận thức của loài người sau 4 thế kỷ tranh luận giữa trường phái lý thuyết sóng khởi xướng bởi Christiaan Huygens và trường phái hạt khởi xướng bởi Isaac Newton. Bước sóng trong công thức nêu trên còn được gọi là bước sóng de Broglie.
Vì hằng số Planck có giá trị rất nhỏ, tính chất sóng của vật chất chỉ thể hiện rõ với các hạt có động lượng rất bé, cụ thể là các hạt cơ bản như điện tử, photon, phonon,... Các vật thể trong đời sống thường ngày có bước sóng quá nhỏ và hầu như không thể quan sát được tính chất sóng của chúng.
Trong quá trình tìm ra công thức, de Broglie đã đưa 2 phương trình của Einstein về năng lượng và vật chất E = m'c² và của Max Planck về tính chất của sóng là E = h'f với f là tần số:
E = hf = mc²
hf = pc
p = hf/c
{\displaystyle p={\frac {h}{\lambda }}}
{\displaystyle \lambda ={\frac {h}{p}}}

## Thành tựu
- 1929 Nobel Vật lý
- 1929 Huân chương Henri Poincaré

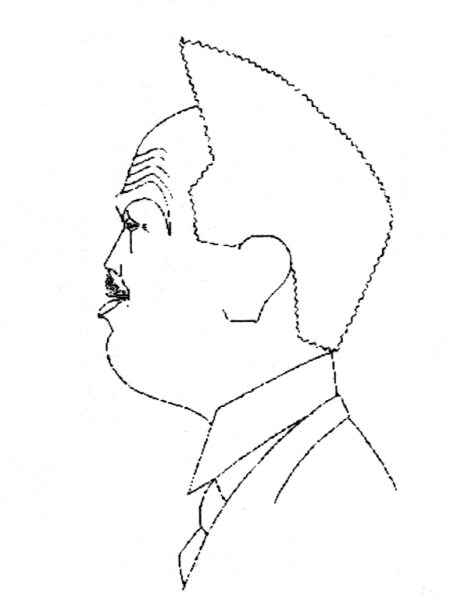
Louis de Broglie by Gheorghe Manu

- 1932 Giải thưởng Albert I of Monaco
- 1938 Max Planck Medal
- 1938 Nghiên cứu sinh, Royal Swedish Academy of Sciences
- 1944 Nghiên cứu sinh, Académie française
- 1952 Kalinga Prize
- 1953 Nghiên cứu sinh, Royal Society

## Những ấn phẩm khoa học
- Recherches sur la théorie des quanta (Những nghiên cứu về lý thuyết lượng tử), Paris, 1924, Ann. de Physique (10) 3, 22 (1925)
- Ondes et mouvements (Sóng và motion). Paris: Gauthier-Villars, 1926.
- Rapport au 5e Conseil de Physique Solvay. Brussels, 1927.
- La mécanique ondulatoire (Sóng cơ học). Paris: Gauthier-Villars, 1928.
- Matière et lumière (Vật chất và ánh sáng). Paris: Albin Michel, 1937.
- Une tentative d'interprétation causale et non linéaire de la mécanique ondulatoire: la théorie de la double solution. Paris: Gauthier-Villars, 1956.
  - English translation: Non-linear Wave Mechanics: A Causal Interpretation. Amsterdam: Elsevier, 1960.
- Sur les sentiers de la science (Con đường của Khoa học).
- Introduction à la nouvelle théorie des particules de M. Jean-Pierre Vigier et de ses collaborateurs. Paris: Gauthier-Villars, 1961. Paris: Albin Michel, 1960.
  - English translation: Introduction to the Vigier Theory of elementary particles. Amsterdam: Elsevier, 1963.
- Étude critique des bases de l'interprétation actuelle de la mécanique ondulatoire. Paris: Gauthier-Villars, 1963.
  - English translation: The Current Interpretation of Wave Mechanics: A Critical Study. Amsterdam, Elsevier, 1964.
- Certitudes et incertitudes de la science (Certitudes and Incertitudes of Science). Paris: Albin Michel, 1966.